# Grupo Nórdico
O grupo Nórdico é um grande grupo de satélites irregulares de Saturno. Seus semieixos maiores variam entre 12 milhões e 24 milhões de quilômetros, suas inclinações entre 136° e 175° e suas excentricidades entre 0,13 e 0,77.

Diagrama ilustrando o grupo Nórdico em relação a outros grupos de satélites irregulares de Saturno. A excentricidade das órbitas é representada pelo segmento amarelo (se estendendo do periastro ao apoastro) com a inclinação representada pelo eixo Y.

Ao contrário do grupo Inuíte e do grupo Gaulês, os parâmetros orbitais dos satélites do grupo Nórdico variam muito, então ele é composto por alguns subgrupos, com características físicas e orbitais similares.
Os membros do grupo Nórdico são (ordenados em distância crescente a Saturno):
- Febe
- Skathi (subgrupo Skathi)
- S/2007 S 2
- Skoll (subgrupo Skathi)
- Greip
- Hyrrokkin (subgrupo Skathi)
- S/2004 S 13
- S/2004 S 17
- Jarnsaxa
- Mundilfari
- S/2006 S 1 (Skathi subgroup)
- Narvi (subgrupo Narvi)
- Bergelmir (subgrupo Skathi)
- Suttungr
- S/2004 S 12
- S/2004 S 7
- Hati
- Bestla (subgrupo Narvi)
- Farbauti (subgrupo Skathi)
- Thrymr
- S/2007 S 3
- Aegir
- S/2006 S 3 (subgrupo Skathi)
- Kari (subgrupo Skathi)
- Fenrir
- Surtur
- Ymir
- Loge
- Fornjot

A União Astronômica Internacional (UAI) usa nomes tirados da mitologia nórdica para nomear as luas desse grupo. A única exceção é Febe, que foi nomeado antes da criação dessa convenção de nomenclatura.